# Novo Horizonte (Patos)
Novo Horizonte é um bairro brasileiro da cidade de Patos, estado da Paraíba. De acordo com o Instituto Brasileiro de Geografia e Estatística (IBGE), a população em 2010 foi de 2.648 habitantes, sendo 1.293 homens e 1.355 mulheres.
No bairro está encravado os seguintes loteamentos: Loteamento Novo Horizonte, Loteamento Luar de Angelita, Loteamento Luar de Carmem Leda, Loteamento Pedro Caetano (Quadras 22, 23, 24, 25, 26, 27, 28, 30, 31, 36 e 37), Loteamento Jardim Lacerda (Quadras D, E, F, G, L, M, N, R, S e X) e Desmembramento Vila Mariana.
Os limites do bairro são os seguintes: ao norte - Distrito Industrial e Noé Trajano; ao leste – Belo Horizonte; ao sul – Liberdade e propriedades rurais; e ao oeste - propriedades rurais.

## Histórico
O bairro foi fundado na década de 80 pelo empreendimento criado pelo Dr. Lauro Queiroz e iniciou sua expansão após os financiamentos para construção através dos incentivos oferecidos pelo Governo Federal por meio dos bancos. As primeiras habitações a serem edificadas foram na Rua Francisco de Assis Cabral, conhecida por Rua dos Policiais em decorrência do grande número de policiais que optaram em morar na localidade.
O vereador e corretor de imóveis, Diogo Medeiros, relata que a denominação Novo Horizonte faz jus ao bairro Belo Horizonte, pois alguns consideram o Novo Horizonte como uma extensão do Belo Horizonte. O fato é que o crescimento rápido do bairro Novo Horizonte, a qualidade das casas, além do grande número de obras, fez a área crescer muito ao ponto de ocasionar uma supervalorização dos terrenos.
O Projeto de Lei 074/2015 da Câmara Municipal de Patos, que oficializava o nome do referido bairro, em 6 de novembro de 2015 foi sancionado pela ex-prefeita Francisca Motta e se tornou a Lei nº 4.512/2015.